# بورخا لاسو
بورخا لاسو (بالإسبانية: Borja Lasso)‏ (1 يناير 1994 بإشبيلية في إسبانيا - ) هو لاعب كرة قدم إسباني في مركز الوسط. لعب مع أوساسونا.

## روابط خارجية
- بورخا لاسو على موقع قاعدة بيانات كرة القدم.إي يو (الإنجليزية)
- بورخا لاسو على موقع Soccerway.com (الإنجليزية)
- بورخا لاسو على موقع AS.com (الإسبانية)